# Guayadeque
Guayadeque é um parque natural espanhol na ilha de Gran Canaria (Ilhas Canárias). Foi criado em 1987 e tem uma superfície de 1203 ha. É um barranco de ladeiras muito inclinadas com tabaibas, balos e outras espécies botânicas autóctones. Entre a sua fauna, há a destacar o andorinhão.